# Soft White Underbelly
| Soft White Underbelly |
| --- |
| - Betydelse – Youtube-kanal, ofta med bas i Skid Row, Los Angeles - Bakgrund – 2016, producerad av fotografen Mark Laita - Innehåll – studiointervjuer med sexarbetare, drog(miss)brukare, yrkeskriminella, hemlösa, folk med ovanlig sexualitet eller andra "ovanliga"/"onormala" människor |

Soft White Underbelly är en amerikansk Youtube-kanal, producerad av Skid Row-baserade fotografen Mark Laita. Kanalen presenterar intervjuer med "personer vars röster sällan hörs i samhället – hemlösa, sexarbetare, drog(miss)brukare, bortsprungna tonåringar, gängmedlemmar, fattiga eller sjuka. Kanalen skapades av Laita i april 2016 och hade sommaren 2025 drygt 6 miljoner Youtube-prenumeranter.

## Historik
Kanalen startades 2016. Den är en fri fortsättning och utvidgning av Laitas tidigare intresse av att fotografera hemlösa och utställningen/boken Created Equal (2006/2009). I kanalen presenteras personliga intervjuer med hemlösa, sexarbetare, drogmissbrukare, yrkeskriminella och andra förmodade "förlorare" och "kastlösa" i det amerikanska samhället.

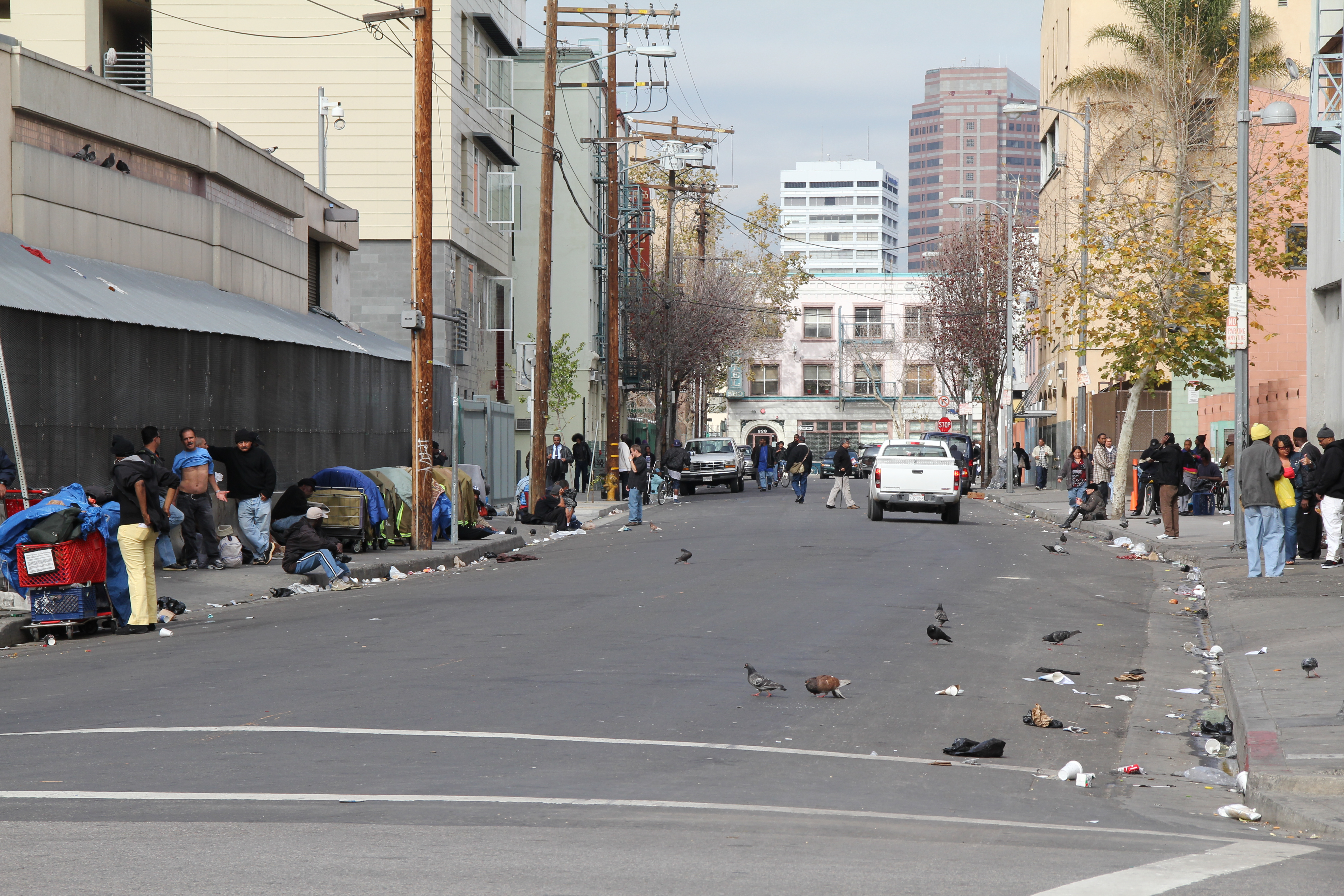
Skid Row i Los Angeles, där Mark Laita rekryterar personerna till de flesta av sina personporträtt.

Laita besöker regelbundet Skid Row, ett 50 kvarter stort slumområde i Los Angeles med cirka 3 000 hemlösa som i många fall slagit upp sina tält på trottoaren. Till de filmade personporträtt som utgör kanalen rekryterar han personer som får 20–40 dollar för en några timmar lång intervju – i vissa fall dock högre summor. Ersättningen är en form av respekt för tiden han tar upp, liksom en ersättning för den risk som uppmärksammandet av dem kan medföra.
Kanalen blev viral, med rejäl ökat prenumerantal, i slutet av 2019, då antalet ökade från cirka 3 000 till en halv miljon. Kanalen fick ytterligare ökad uppmärksamhet under 2021, i samband med att en tidigare intervjuad – Amanda – avlidit. Samma sommar nådde den 2,3 miljoner prenumeranter, vilket fram till i början av 2023 ökat till drygt 4 miljoner. Två år senare var prenumerantantalet över 6 miljoner. Laita säger själv att 2/3 av hans intervjuer berör sex eller sexarbete i någon form, ett ämne som sedan hösten 2022 inte längre kan generera reklaminkomster på Youtube. Detta minskar, säger Laita, de pengar som han kan bidra med till stöd för behövande intervjupersoner. Han har fram till våren 2022 producerat över 4 000 intervjuer, fram till 2025 totalt 9 000.
Under en intervju på vandring genom Skid Row, pratade Laita 2022 om hur personliga problem ofta kan döljas av andra. Han menar att hemlösheten (som är utbredd i Skid Row) oftast beror på drogmissbruk, vilken i sig ofta kommer ur psykisk ohälsa som ofta härrör från dåliga uppväxtförhållanden med bristande omsorg.

## Mottagande och kritik
Kanalen har fått ett blandat mottagande. Laitas fokus på fattiga och utsatta människor har lett till anklagelser för "misärporr". Samtidigt har intervjuerna gett röst åt många annars osynliga personer ur samhällets bottenskikt.
Lateshia Beachum skrev i Washington Post att "Laitas varmt belysta videor är personporträtt med knarkare som lugnt berättar om sexuella övergrepp i barndomen, sexarbetare som gråter över hur svek ledde dem till att i ung ålder bli föremål för människohandel och gängmedlemmar som pratar om hur de saknar föräldrar som bryr sig om dem." Breanna Robinson skrev i Indy100 att "Soft White Underbelly är fängslande på det sätt som den förmänskligar folk som fått samhällets fördömande stämpel på dem."